# Gisken Wildenvey

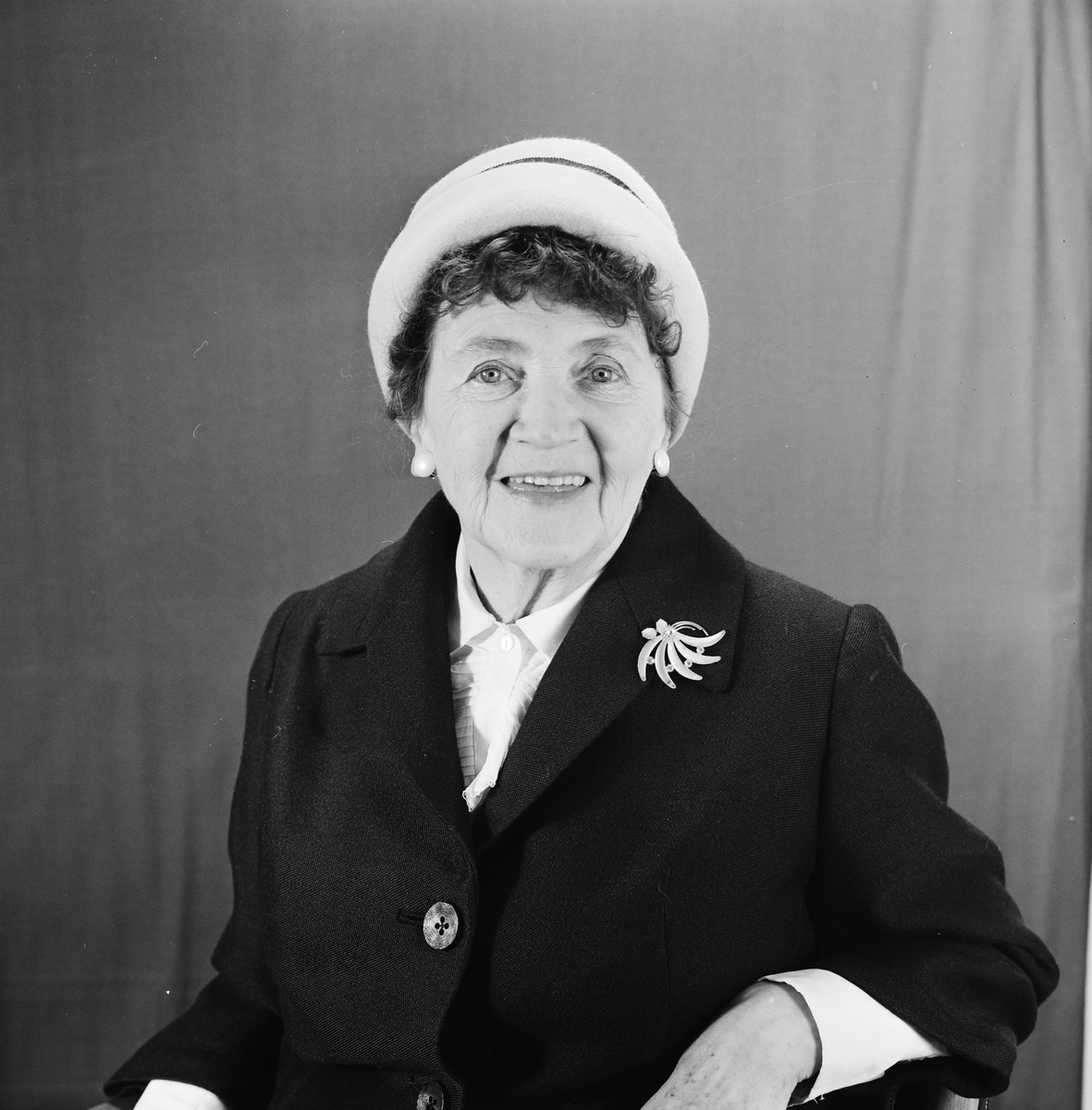
Gisken Wildenvey (1964)

Gisken Wildenvey, geboren Jonette Pauline Andreassen (* 23. März 1892 in Austnesfjorden, Kommune Vågan, Nordland; † 14. Januar 1985 in Larvik) war eine norwegische Schriftstellerin.

## Leben und Werk
Gisken Wildenvey wuchs als Tochter eines verarmten Landwirts zunächst auf den Lofoten in Nordnorwegen auf. Im Alter von sieben Jahren kam sie in die Pflege eines Postangestellten und seiner Familie auf Andøya. Noch kaum erwachsen, zog sie 1908 in die Hauptstadt Kristiania (heute Oslo), wo sie eine Anstellung im großen Kaufhaus Steen & Strøm fand. Sie versuchte früh, sich künstlerisch zu etablieren und nahm Schauspiel- und Tanzunterricht. Ihr wurde jedoch von einer Bühnenkarriere abgeraten, da sie mit 175 cm zu groß sei.
Im Herbst 1911 lernte sie den zu diesem Zeitpunkt bereits landesweit bekannten Lyriker Herman Wildenvey kennen, den sie am 4. Februar 1912 in der Vålerenga kirke (Vålerenga-Kirche) in Kristiania heiratete. Kurz darauf zog das Paar nach Kopenhagen, wo es für knapp zehn Jahre seinen Lebensmittelpunkt hatte. 1922 wurde bei einem Brand die Wohnung der Wildenveys komplett zerstört, sodass die Eheleute sich entschlossen, wieder nach Norwegen zu ziehen. Sie ließen sich in Stavern (bis 1930 Fredriksvern) am Skagerrak nieder und wohnten ab Neujahr 1928 in ihrem eigenen Haus Hergisheim.
Drei Jahre zuvor, 1925, hatte Gisken Wildenvey mit dem von der Literaturkritik noch kühl aufgenommenen Erzählband Bedaarere (wörtlich: Betörer) debütiert. Bei der Gelegenheit war sie erstmals mit dem Vornamen Gisken an die Öffentlichkeit getreten – einem Kosenamen, den sie vermutlich von ihrem Mann erhalten hatte. Begeisterung rief ihr 1929 vorgelegter Roman Andrine hervor, in dem sie im neurealistischen Stil der zwanziger und dreißiger Jahre das Schicksal eines jungen Mädchens aus dem Norden beschreibt, das in kümmerliche Verhältnisse geboren wird und als Pflegetochter in ein streng religiöses Milieu gerät. Schon die zeitgenössischen Leser erkannten die Bezüge zu Gisken Wildenveys eigenem Leben. Das Buch erschien als Fortsetzungsroman in mehreren norwegischen Tageszeitungen. Der Folgeband Andrine og Kjell (Andrine und Kjell, 1934) erreichte eine Auflage von 40.000 Exemplaren und wurde 1952 erfolgreich verfilmt. Lob erhielt die Autorin unter anderem von der Nobelpreisträgerin Sigrid Undset, die von einem „hingebungsvollen und ausgezeichneten Buch“ sprach. Zwei weitere Andrine-Bände, die 1939 und 1955 erschienen, künstlerisch und kommerziell aber nicht mehr an den Erfolg der ersten beiden Bücher anknüpfen konnten, vervollständigen die Tetralogie. Andrine og Kjell wurde ins Schwedische und Deutsche übersetzt.
Unter ihren weiteren Veröffentlichungen ist der 1964 erschienene Roman Lang og tro tjeneste (Langer und treuer Dienst) hervorzuheben, der das teilweise schwierige Zusammenleben mit Herman Wildenvey fiktional spiegelt. Nach Auffassung der Autorin handelt es sich um ihr bestes Buch. 1975, zehn Jahre vor ihrem Tod, gab sie ihre Memoiren unter dem Titel Kjærlighet varer lengst (Die Liebe währt am längsten) heraus.
1965 wurde Gisken Wildenvey mit dem Legat des Verlages Gyldendal Norsk Forlag ausgezeichnet. Ihr Grab befindet sich im sogenannten Ehrenhain des Friedhofs Vår Frelsers Gravlund in Oslo.

## Bibliographie
- Bedaarere, 1925 (Erzählungen)
- Andrine, 1929 (Roman)
- Andrine og Kjell, 1934 (Roman)
- Andrine og lykken, 1939 (Roman)
- Mødrene har grædt, 1949 (Roman)
- Andrine og den røde blomsten, 1955 (Roman)
- Lang og tro tjeneste, 1964 (Roman)
- Kjærlighet varer lengst, 1975 (Memoiren)